# 어은정 및 재사
어은정 및 재사(漁隱亭 및 齋舍)는 경상북도 안동시 정상동에 있는 건축물이다. 1973년 8월 31일 경상북도의 유형문화재 제42호로 지정되었다.

## 개요
조선 선조 3년(1570)에 어은 이용이 지은 것으로 전해지는 누정이다. 원래는 와룡면 도곡동에 있던 것을 1974년 안동댐 건설로 인하여 지금의 위치로 옮겨 지은 것이다. 어은정과 재사, 부속건물이 흙담에 둘러싸여 있다.
어은정은 앞면 3칸·옆면 2칸 규모의 정자로, 지붕 옆면이 여덟 팔(八)자 모양인 화려한 팔작지붕집이다. 재사는 앞면 5칸·옆면 6칸의 ㅁ자형 건물이다. 안방·대청·건넌방이 ㅡ자로 배치되어 있고, 맞은편 아래채에 방·마루·대청·외양간·대문·서고·부엌·헛간이 있다. 부속채는 앞면 4칸·옆면 1칸 규모이며, 지붕 옆면이 사람 인(人)자 모양인 간결한 맞배지붕집이다.
보존상태는 비교적 좋은 편이나, 원래의 장소에서 옮겨 지은 것이라 주위 경관과의 조화를 찾아볼 수 없다.

## 참고 문헌
- 어은정및재사 - 국가유산청 국가유산포털